# Historia de la selección de fútbol de Chile
La selección de fútbol de Chile disputó su primer encuentro internacional ante la selección argentina el 27 de mayo de 1910. El encuentro, disputado en Buenos Aires, finalizó 3:1 a favor de Argentina, en un amistoso preparatorio para la disputa de la Copa Centenario Revolución de Mayo. Estaba integrada mayormente por jugadores de ascendencia británica.
| 27 de mayo de 1910 | Argentina                         | 3:1 (2:1) | Chile       | Belgrano, Buenos Aires                                     |                                                            |
|                    | Viale 38' · Susán 43' · Hayes 68' |           | Simmons 11' | Asistencia: 6200 espectadores Árbitro(s): Armando Bergalli | Asistencia: 6200 espectadores Árbitro(s): Armando Bergalli |

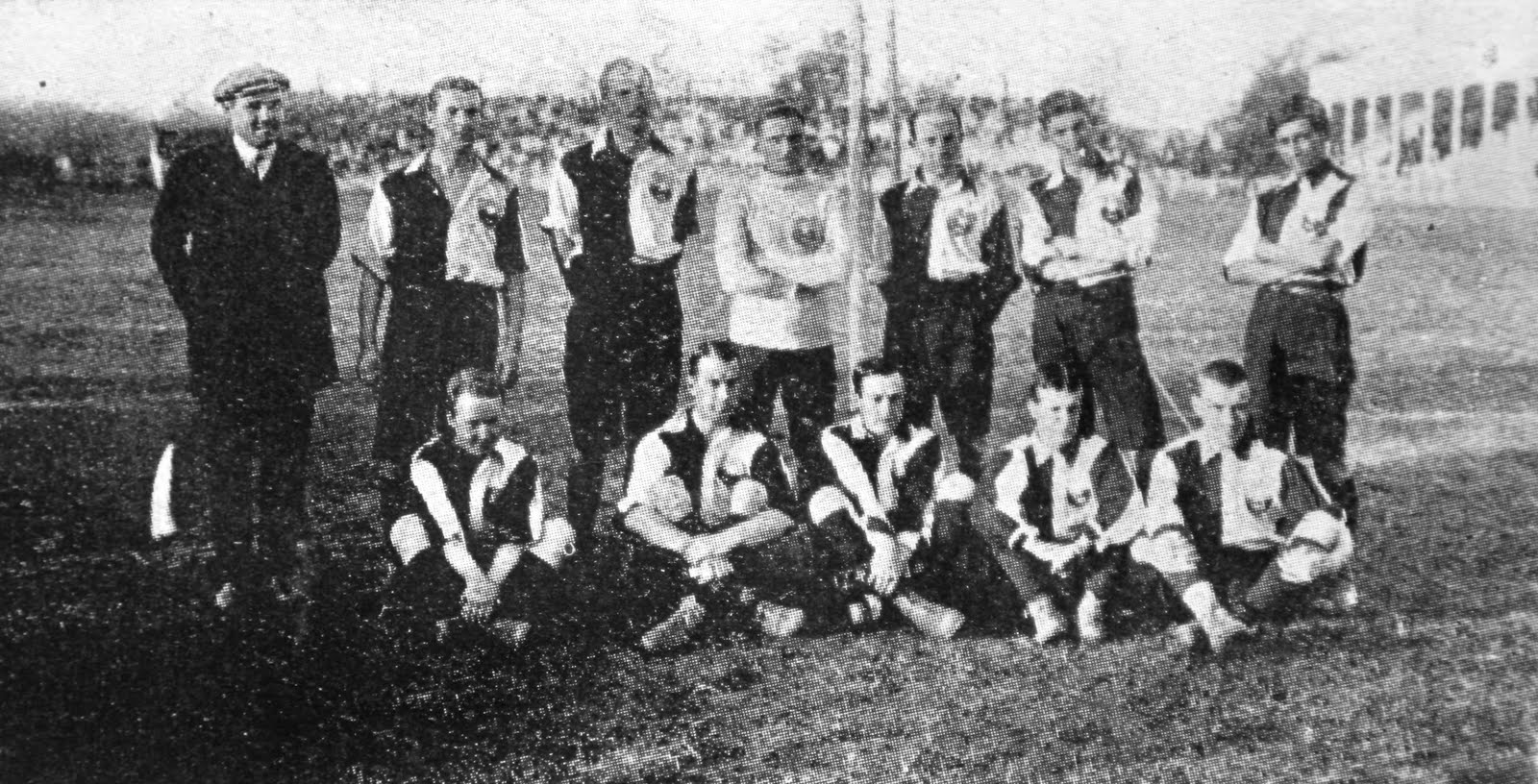
Formación de la selección de fútbol de Chile en el partido del 5 de junio de 1910.

Argentina: Matias "Tute" Vuillermoz (C.A. Boca Jrs); Santiago Gallino (Club de Gimnasia y Esgrima La Plata), Arturo Chiappe (C.A. River Plate); Luis Vernett Amadeo (Club de Gimnasia y Esgrima La Plata), Haroldo Grant (Belgrano A.C.), Armando Ginocchio (C.A. Newell's Old Boys); Elías Fernández (C.A. River Plate), Maximiliano Susán  (C.A. Estudiantes), Juan Enrique Hayes (C.A. Rosario Central), Manuel González (C.A. Newell's Old Boys) y José Viale (C.A. Newell's Old Boys).
Chile: L.C. Gibson (Valparaíso F.C.); Luis Barriga (Santiago National F.C.), Andrés Hoyl (Badminton F.C.); Carlos Hormazábal (Magallanes), Henry Allen  (Unión F.C.), Próspero González (Arco Iris F.C.); J.P. Davidson (Badminton F.C.), Frank Simmons (Badminton F.C.), Colin Campbell (Santiago National F.C.), J. H. Hamilton (Valparaíso F.C.) y Arturo Acuña (Santiago Wanderers).
Incidencia: 30’ L.C. Gibson (Valparaíso F.C.) contuvo un penal a Armando Ginocchio (C.A. Newell's Old Boys)
Sin embargo, existe una controversia con respecto a este encuentro debido a que, según una investigación reciente, la selección argentina no era tal, sino un combinado que se iba a medir con Alumni Athletic Club. El diario La Argentina informaba, en el programa de la semana del 25 de mayo de 1910, que se medirían «Combinados v. Chilenos»; además, el periódico aclara que «el team que jugará contra los chilenos es el combinado que iba a jugar contra Alumni». Es por esto que, si bien no hay duda de que este es el primer partido de la selección chilena de fútbol, no es el primer partido que debiese ser considerado como partido internacional clase 'A', el cual debiese ser el disputado el 29 de mayo contra Uruguay, que resultó 3:0 en favor de los uruguayos. De todos modos, la ANFP, la IFFHS, la RSSSF y la FIFA consideran al partido disputado el 27 de mayo de 1910 como el primer partido oficial internacional clase 'A' de la selección chilena. El primero de carácter oficial, lo jugó ante Uruguay el 2 de julio de 1916 en la misma ciudad durante el Campeonato Sudamericano 1916, cuando cayó 4:0, correspondiente al partido inaugural de la primera edición.

## Campeonatos Sudamericanos
Desde los inicios del Campeonato Sudamericano de Selecciones, conocido actualmente como Copa América, la selección chilena ha participado en varios de ellos.
| Año  | Sede       | Lugar |
| ---- | ---------- | ----- |
| 1916 | Argentina  | 4º    |
| 1917 | Uruguay    | 4º    |
| 1919 | Brasil     | 4º    |
| 1920 | Chile      | 4º    |
| 1922 | Brasil     | 5º    |
| 1924 | Uruguay    | 4º    |
| 1926 | Chile      | 3º    |
| 1935 | Perú       | 4º    |
| 1937 | Argentina  | 5º    |
| 1939 | Perú       | 4º    |
| 1941 | Chile      | 3º    |
| 1942 | Uruguay    | 6º    |
| 1945 | Chile      | 3º    |
| 1946 | Argentina  | 5º    |
| 1947 | Ecuador    | 4º    |
| 1949 | Brasil     | 5º    |
| 1953 | Perú       | 4º    |
| 1955 | Chile      | 2º    |
| 1956 | Uruguay    | 2º    |
| 1957 | Perú       | 6º    |
| 1959 | Argentina  | 5º    |
| 1967 | Uruguay    | 3º    |
| 1975 | Sudamérica | 6º    |
| 1979 | Sudamérica | 2º    |
| 1983 | Sudamérica | 5º    |
| 1987 | Argentina  | 2º    |
| 1989 | Brasil     | 5º    |
| 1991 | Chile      | 3º    |
| 1993 | Ecuador    | 9º    |
| 1995 | Uruguay    | 11º   |
| 1997 | Bolivia    | 11º   |
| 1999 | Paraguay   | 4º    |
| 2001 | Colombia   | 7º    |
| 2004 | Perú       | 10º   |
| 2007 | Venezuela  | 8º    |
| 2011 | Argentina  | 5º    |
| 2015 | Chile      | 1º    |
| 2016 | EE. UU.    | 1º    |
| 2019 | Brasil     | 4º    |
| 2021 | Brasil     | 7°    |

## Copa Mundial de Uruguay 1930

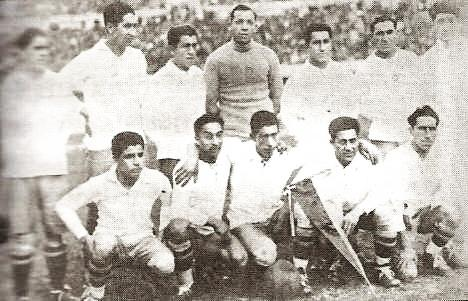
La selección chilena previo a un partido de la Copa Mundial de 1930.

La I Copa Mundial de Fútbol ha sido la única realizada sin un proceso de clasificación previo. Todo equipo afiliado a la FIFA fue invitado a competir en el torneo, pensado inicialmente para albergar a dieciséis participantes. Finalmente, el torneo comenzó el 13 de julio de 1930, con sólo trece participantes, entre los cuales estaba Chile.
El húngaro György Orth fue el encargado de dirigir al seleccionado chileno. Chile fue miembro del Grupo A, junto a Argentina, Francia y México.
Chile realizó un buen desempeño en sus dos primeros partidos. En el encuentro del 16 de julio, Chile venció 3:0 al seleccionado mexicano. Tres días más tarde, venció por 1:0 a Francia.
Los chilenos poseían el mismo puntaje que la selección de Argentina, por lo cual el último partido, disputado el 22 de julio, significaba la definición del líder del grupo. En un encuentro ante 1000 espectadores en el Estadio Centenario de Montevideo, Argentina se puso en ventaja a los 12 minutos con un gol de Guillermo Stábile, quien nuevamente marcó en el minuto 14. El chileno Guillermo Subiabre marcó un gol a los 15 minutos. Finalmente el encuentro terminó 3:1 a favor de Argentina, tras un gol de Mario Evaristo al minuto 51. Con este resultado Chile quedó en el 2º lugar de la clasificación del Grupo A, lo que no les permitió acceder a las Semifinales del torneo. Chile acabó en el 5º puesto de la estadística final.
| Plantilla - Arqueros: Roberto Cortés. - Defensas: Víctor Morales, Ulises Poirier, Guillermo Riveros, Ernesto Chaparro. - Volantes: Humberto Elgueta, Guillermo Saavedra, Arturo Torres, Casimiro Torres. - Delanteros: Juan Aguilera, Guillermo Arellano, Carlos Schneberger, Tomás Ojeda, Guillermo Subiabre, Carlos Vidal, Eberardo Villalobos. - Director Técnico: Gyorgy Orth |

## Copa Mundial de Brasil 1950
Chile participó en la Copa Mundial de Fútbol de 1950, disputada en Brasil. El equipo dirigido por Alberto Buccicardi cosechó dos derrotas por 2:0 en el Grupo 2, primero ante Inglaterra y luego ante España. Si bien en el último partido la selección goleó a su similar de Estados Unidos por 5:2, finalizó en la tercera posición del grupo.
| Plantilla - Arqueros: Sergio Livingstone, (René Quitral), (Francisco Urroz). - Defensas: Manuel Álvarez, Arturo Farías, Manuel Machuca, Fernando Roldán - Volantes: Miguel Busquets, Hernán Carvallo, Carlos Rodolfo Rojas. - Delanteros: Luis Lindorfo, Atilio Cremaschi, Guillermo Díaz, Carlos Ibáñez, Manuel Muñoz, Andrés Prieto, Fernando Riera, Jorge Robledo. - Director Técnico: Alberto Buccicardi |

## Copa Mundial de Chile 1962

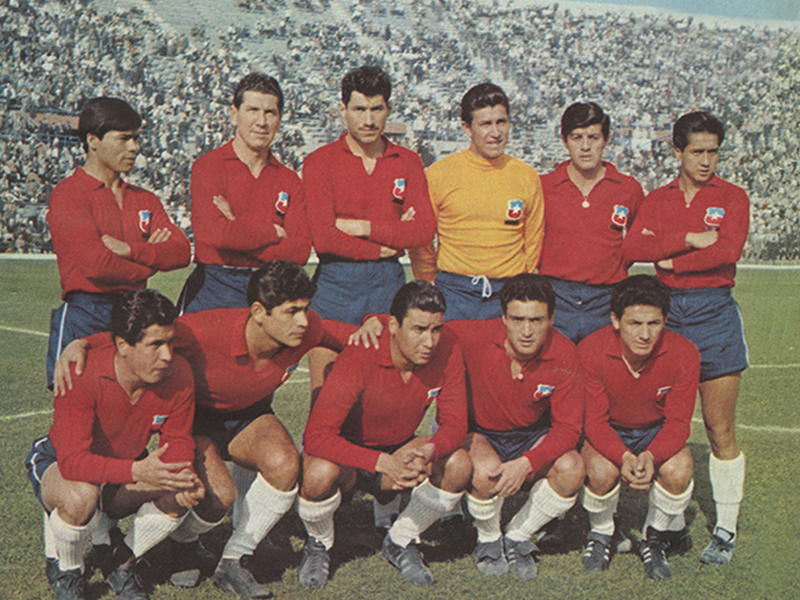
Formación de Chile en el Mundial de 1962.

Fernando Riera fue el encargado de dirigir a la selección de Chile, de cara al evento mundialista a realizarse en el mismo país, en 1962.
En el primer partido del Grupo B (Chile, Alemania Federal, Italia y Suiza), Chile venció por 3:1 a la selección de Suiza.
El partido entre chilenos e italianos se caracterizó por el estilo defensivo y en extremo violento de parte de Italia, y por la reacción con similar violencia por parte del equipo chileno. Aun así el marcador acabó 2:0 a favor de Chile. Por otro lado, fueron expulsados dos jugadores de Italia. El encuentro fue denominado desde Europa con el nombre de la Batalla de Santiago.
La derrota ante Alemania Federal por 0:2 dejó al combinado chileno en la 2º posición, situación que los llevó a enfrentarse a la Unión Soviética por los cuartos de final.
En este partido, jugado en la ciudad de Arica, Chile venció a los campeones de la Eurocopa de 1960 por 2:1, resultado que los condujo a semifinales.
En las semifinales, Chile se enfrentó al campeón vigente de la Copa Mundial: Brasil. Los chilenos fueron vencidos por 4:2, en un intenso partido que arrojó como expulsados a Honorino Landa por Chile y a Garrincha por Brasil.
Finalmente, Chile disputó el partido por la definición del tercer lugar mundial contra Yugoslavia, donde vencieron a los europeos por 1:0 gracias a un gol en el último minuto del centrocampista Eladio Rojas.
Los mejores jugadores de Chile en el torneo fueron el puntero izquierdo Leonel Sánchez, quien además resultó uno de los goleadores del Mundial con cuatro tantos, y el lateral derecho Luis Eyzaguirre. En ese plantel, también destacaron los defensas Carlos Contreras, Raúl Sánchez y el capitán Sergio Navarro, además del centrocampista Eladio Rojas, el volante Jorge Toro y el polifuncional Jaime Ramírez.
Hasta el momento, esta ha sido la mejor actuación de Chile en una Copa Mundial mayor.
| Plantilla - Arqueros: Misael Escuti, Adán Godoy, (Manuel Astorga). - Defensas: Carlos Contreras, Humberto Cruz, Luis Eyzaguirre, Sergio Navarro, Manuel Rodríguez, Raúl Sánchez, (Hugo Lepe), (Sergio Valdés). - Volantes: Jorge Toro, Eladio Rojas, Mario Moreno, (Braulio Musso), (Mario Ortiz). - Delanteros: Jaime Ramírez, Carlos Campos, Alberto Fouilloux, Honorino Landa, Leonel Sánchez, Armando Tobar. - Director Técnico: Fernando Riera |

## Copa Mundial de Inglaterra 1966

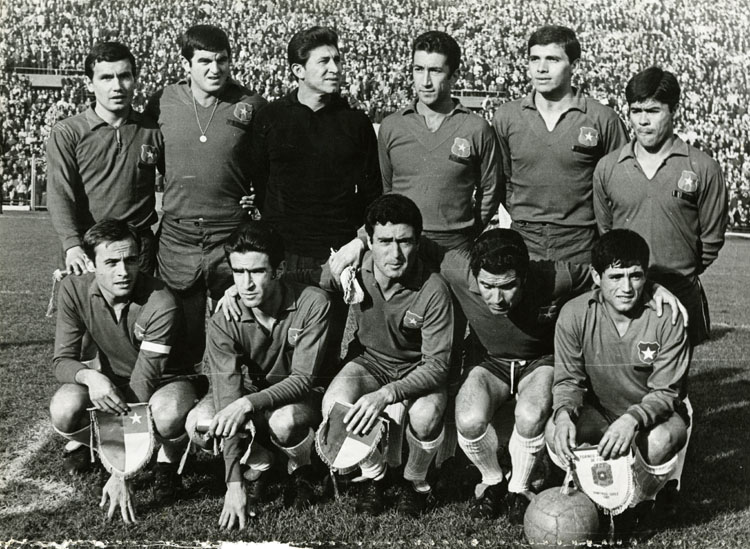
Alineación chilena en 1966.

Habiendo eliminado a Colombia, Chile y Ecuador finalizaron empatados en el primer lugar del Grupo 2 de la clasificación de Conmebol para la Copa Mundial de Fútbol de 1966. Por ese motivo, los seleccionados de Francisco Hormazábal debían disputar un partido de repechaje el 12 de octubre de 1965, en Lima, Perú. Días previos al encuentro, Hormazábal renunció a su cargo, por lo que debió asumir Luis Álamos en urgente reemplazo. Finalmente, Chile venció por 2:1 a los ecuatorianos con goles de Leonel Sánchez y Rubén Marcos, adjudicándose los pasajes a la Copa Mundial de Fútbol de Inglaterra de 1966. Chile jugaría su primer mundial en Europa.
Ya dentro del torneo, Chile estuvo en el Grupo 4, donde se enfrentó a Corea del Norte, Italia y la Unión Soviética. El punto que cosecharon correspondió a un empate 1:1 frente al equipo norcoreano, gracias a un gol del volante Rubén Marcos. Marcos además anotó un gol frente a la Unión Soviética, los que sumados se convirtieron en los dos goles de la selección en la cita mundialista de Inglaterra.
| Plantilla - Arqueros: Juan Olivares. (Adán Godoy). - Defensas: Humberto Cruz, Elías Figueroa, Aldo Valentini, Hugo Villanueva, Luis Eyzaguirre, (Hugo Berly), (Humberto Donoso). - Volantes: Rubén Marcos, Ignacio Prieto, Guillermo Yávar, (Francisco Valdés), (Roberto Hodge). - Delanteros: Pedro Araya, Armando Tobar, Alberto Fouillioux, Honorino Landa, Leonel Sánchez, (Carlos Campos), (Jaime Ramírez), (Orlando Ramírez). - Director Técnico: Luis Álamos |

## Copa Mundial de Alemania 1974
El equipo, a cargo del entrenador Luis Álamos, formó parte del Grupo 3 de la clasificación de Conmebol para la Copa Mundial de Fútbol de 1974, junto con Perú y Venezuela, quien finalmente abandonó el certamen clasificatorio.
Tras la derrota 2:0 en Lima, y el triunfo por igual resultado en Santiago, la selección debió jugar un tercer partido frente a los peruanos el 5 de agosto de 1973, en la ciudad de Montevideo, Uruguay. Finalmente los chilenos lograron vencer 2:1 a la mejor selección histórica de Perú, por lo que pudieron acceder al repechaje intercontinental disputado entre la CONMEBOL y la UEFA.
El primer partido se disputó en Moscú, el 26 de septiembre de 1973, y finalizó empatado 0:0, con una destacada actuación de los centrales Alberto Quintano y Elías Figueroa. Tal encuentro ha sido elevado casi a la categoría de mito en la historia del fútbol chileno, motivando incluso la aparición de un libro llamado El partido de los valientes.
Luego la Unión Soviética expresó su negativa a jugar el partido de vuelta en el Estadio Nacional de Chile por los acontecimientos ocurridos hace poco a raíz del Golpe de Estado del 11 de septiembre de 1973. Ante la situación, la FIFA se negó a trasladar el partido a una cancha neutral. Como la URSS mantuvo el suspenso de su llegada hasta última hora, de igual manera se organizó el partido de vuelta. Aunque el resultado era el obvio triunfo por Walk Over y la inmediata clasificación chilena luego del empate de visita. De todas formas el equipo chileno realizó una serie de pases para que finalmente el capitán Francisco Valdés se encargara de anotar el único gol ante una Unión Soviética que no se presentó.
La selección de Luis Álamos tenía uno de los más generosos planteles en la historia de La Roja, con futbolistas de la talla de Carlos Reinoso, Alberto Quintano, Elías Figueroa, Guillermo Páez, Carlos Caszely, Antonio Arias, Francisco Valdés, Osvaldo Castro, Sergio Ahumada, etc.
Pero en el Grupo 1 de la Copa Mundial de 1974, Chile empata 1:1 con Alemania Democrática y 0:0 con Australia, además de perder por 1:0 frente a Alemania Federal.
El único gol chileno salió de una jugada iniciada por Elías Figueroa, la cual continuó rápidamente Reinoso quien le entregó el balón al centrodelantero Sergio Ahumada para el gol definitivo.
En el partido disputado frente a Alemania Federal, su delantero estrella Carlos Caszely fue el primer expulsado con tarjeta roja en la historia de las Copas Mundiales. Si bien la medida venía desde el torneo anterior, Caszely fue el primero en inaugurar la normativa.
El defensa chileno Elías Figueroa fue destacado por numerosos medios y por futbolistas como Franz Beckenbauer, como el mejor defensa del torneo.
| Plantilla - Arqueros: Leopoldo Vallejos, (Juan Olivares), (Adolfo Nef). - Defensas: Antonio Arias, Rolando García, Elías Figueroa, Alberto Quintano, Mario Galindo, (Juan Machuca), (Rafael González). - Volantes: Alfonso Lara, Guillermo Páez, Carlos Reinoso, Juan Rodríguez, Francisco Valdés, Guillermo Yávar. - Delanteros: Sergio Ahumada, Carlos Caszely, Jorge Socías, Leonardo Véliz, Rogelio Farías, (Osvaldo Castro). - Director Técnico: Luis Álamos, Ayudante: Pedro Morales. |

## Copa Mundial de España 1982
La clasificación para la Copa Mundial de Fútbol de España de 1982 hacía presagiar un buen desempeño de Chile en la cita mundialista. Los chilenos finalizaron líderes del Grupo 3 de la clasificación, con tres triunfos y un empate (de cuatro partidos disputados), lo que les permitió acceder a la cita final.
El proceso preparatorio del entrenador Luis Santibáñez se caracterizó por la soberbia y un pésimo trabajo físico de parte del cuerpo técnico. Muchos jugadores llegaron al Mundial a media máquina e incluso varios con sobrepeso. Además, el principal referente chileno, su capitán Elías Figueroa jugó todo el torneo lesionado de un pie.
En España, Chile formó parte del Grupo 2, junto a las selecciones de Argelia, Austria y Alemania Federal, disputando sus encuentros en los estadios de El Molinón y Carlos Tartiere de las ciudades asturianas de Gijón y Oviedo respectivamente.
El 17 de junio de 1982 en el Carlos Tartiere de Oviedo, en el minuto 26, y tras ir perdiendo 1:0, Caszely fue derribado en el área rival, ante lo cual el árbitro uruguayo Juan Daniel Cardellino señaló penal para el conjunto chileno. Gustavo Moscoso era el encargado de lanzar las faltas penales, pero este finalmente cedió su responsabilidad a Caszely ante la insistencia de este último. Ante aproximadamente 22.500 espectadores, Caszely falló el penal. Chile perdió los tres partidos, marcando tres goles y recibiendo ocho.
| Plantilla - Arqueros: Mario Osbén, (Óscar Wirth), (Marco Antonio Cornez). - Defensas: Vladimir Bigorra, Elías Figueroa, Lizardo Garrido, René Valenzuela, Mario Soto, Mario Galindo, (Enzo Escobar), (Óscar Rojas). - Volantes: Eduardo Bonvallet, Rodolfo Dubó, Miguel Ángel Neira, (Carlos Rivas), (Raúl Ormeño). - Delanteros: Carlos Caszely, Juan Carlos Letelier, Miguel Ángel Gamboa, Gustavo Moscoso, Patricio Yáñez. - Director Técnico: Luis Santibáñez |

## Escándalo y sanción de la FIFA
A fines de la años 1980, Chile tenía una generación de futbolistas que fue subcampeona de la Copa América 1987 realizada en Argentina. En ella destacaban jugadores como el portero y capitán Roberto Rojas, defensas como Fernando Astengo, Eduardo Gómez y Lizardo Garrido; volantes como Jaime Pizarro, Héctor Puebla, Jorge Contreras y el destacado Jorge Aravena; más delanteros como Juan Carlos Letelier, Ivo Basay, Iván Zamorano, Hugo Rubio, Patricio Yáñez, entre otros.
La selección chilena comenzó en julio de 1989 su proceso de clasificación, con miras a la Copa Mundial de Fútbol de 1990. Para dicho objetivo se encomendó al entrenador Orlando Aravena para la tarea. Chile logró vencer por 3:1 a Venezuela en Caracas, empatar 1:1 ante Brasil en Santiago y luego venció por 5:0 a Venezuela en el partido que correspondía como local. Tal partido fue trasladado por la FIFA a una cancha neutral castigando a Chile por el comportamiento de su hinchada en el empate frente a Brasil, por lo cual debió jugarse en Mendoza (Argentina). Aun así, Chile quedaba junto a Brasil en la cabeza de la clasificación con 5 puntos, aunque la diferencia de goles brasileña le permitía a dicho conjunto clasificar. Por tal motivo, Chile debía ganar el partido de vuelta, mientras que a Brasil solamente le bastaba empatar para clasificar.
El 3 de septiembre de 1989, la selección chilena se enfrentaba al seleccionado brasileño en el Estadio Maracaná. Cuando Chile iba perdiendo por 1:0, el guardameta Roberto Rojas simuló haber sido herido por una bengala que fue arrojada temerariamente cerca suyo y dentro de la cancha desde la tribuna brasileña, por lo que Chile abandonó la cancha argumentando falta de garantías. Más tarde Rojas declararía que se autoinfirió un corte en el rostro para simular un ataque de los hinchas brasileños, todo dentro de un plan orientado a conseguir la programación de un partido definitorio en cancha neutral. Por aquel incidente, Rojas fue marginado a perpetuidad del fútbol profesional con 32 años de edad, aunque en 2000 recibió una amnistía, y Chile fue excluido de la Copa Mundial de la FIFA de 1994 por infringir severamente los reglamentos. Además fueron sancionados Sergio Stoppel (entonces presidente de la FFCh), Orlando Aravena (entrenador), Fernando Astengo (defensa, subcapitán del equipo) y Daniel Rodríguez (médico), entre otros.

## Copa Mundial de Francia 1998
Tras dieciséis años, y luego de la sanción de la FIFA, Chile volvió a disputar una Copa Mundial de Fútbol. Para lograr dicho objetivo, la selección nacional debió disputar dieciséis encuentros, de los cuales ganó siete, empató cuatro y perdió cinco, quedando finalmente ubicada en la 4ª posición de la clasificación para la Copa Mundial de Fútbol de 1998.
Chile clasificó al Mundial por diferencia de gol tras empatar en puntos con Perú, gracias a su legendaria y demoledora "dupla Za-Sa", formada por los delanteros Marcelo Salas e Iván Zamorano.
Para el evento deportivo, el entrenador Nelson Acosta conformó un equipo donde la mayoría de sus jugadores se desenvolvían en el campeonato local (solamente cuatro futbolistas militaban en clubes extranjeros). La selección de fútbol de Chile fue ubicada en el Grupo B junto con las selecciones de Austria, Camerún e Italia.
Chile debutó frente a la selección italiana el 11 de junio en el Parc Lescure de Burdeos. El encuentro finalizó empatado 2:2 con dos goles de Marcelo Salas, tras un discutible penal cobrado por el árbitro nigerino Lucien Bouchardeau a Ronald Fuentes, debido a una mano en el área.
El Stade Geoffroy-Guichard de Toulouse albergó el segundo partido de Chile, disputado el 17 de junio. Este encuentro frente a Austria también finalizó empatado, tras el 1:0 de Marcelo Salas y el 1:1 marcado por el jugador austriaco Ivica Vastić en el minuto 93.
El partido contra Camerún se disputó el 23 de junio en el Stade de la Beaujoire de Nantes. Chile comenzó ganando, gracias a un tiro libre ejecutado por José Luis Sierra, quien logró batir al guardameta Jacques Songo'o colocando el balón en el ángulo izquierdo de la portería. El encuentro concluyó empatado 1:1, clasificando La Roja por primera vez a segunda ronda de un Mundial jugado fuera de Chile.
Finalmente Chile cayó eliminado frente a Brasil por 4:1, en octavos de final, disputado en el Parc des Princes de París el 27 de junio. El descuento de Chile fue de Salas.
| Plantilla - Arqueros: Nelson Tapia, (Marcelo Ramírez), (Carlos Tejas). - Defensas: Ronald Fuentes, Javier Margas, Miguel Ramírez, Pedro Reyes, Francisco Rojas, Mauricio Aros, Cristián Castañeda. - Mediocampistas: Clarence Acuña, Fernando Cornejo, Fabián Estay, Nelson Parraguez, José Luis Sierra, Marcelo Vega, Moisés Villarroel, Luis Musrri. - Delanteros: Marcelo Salas, Iván Zamorano, (Rodrigo Barrera), (Manuel Neira). - Director Técnico: Nelson Acosta - Ayudante Técnico: Víctor Hugo Castañeda y Gustavo Huerta |

## Juegos Olímpicos de Sídney 2000
En enero de 2000 se disputó el Torneo Preolímpico Sudamericano Sub-23 de 2000 en la ciudad brasileña Londrina para elegir las dos selecciones Sub-23 representantes de Sudamérica para los Juegos Olímpicos de Sídney 2000. El equipo joven chileno quedó en el grupo A junto a los locales, Colombia, Venezuela y Ecuador. Chile empató 1:1 con los brasileños y luego derrotó por 2:1 al seleccionado ecuatoriano y por 3:0 al combinado venezolano. Sin embargo, el 26 de enero, la selección colombiana barrió con los chilenos por 5:1. Para poder clasificar, Chile tenía que esperar que Brasil derrotara a Colombia por un marcador casi imposible de 7 goles de diferencia. Pero al minuto 64, el brasileño Adriano marcaba el séptimo gol. El partido finalizó 9:0 a favor de los locales. Chile clasificó segundo de su grupo a la segunda fase.
Brasil, Chile, Uruguay y Argentina llegaron al cuadrangular final de Londrina. La selección chilena, la Roja, derrotó a los uruguayos por 4:1 y luego perdió por 3:1 ante Brasil, por lo que debía definir ante Argentina. Todo estaba igual en puntaje y goles entre ambos equipos por lo que el que anotara, clasificaba a Sídney. En el minuto 86, Reinaldo Navia marcó el único gol del partido y dio los boletos al continente australiano para el equipo nacional.
La Selección Olímpica fue dirigida por Nelson Acosta y estaba compuesta por los sub-23 Javier di Gregorio, Cristián Álvarez, Francisco Arrué, Pablo Contreras, Sebastián González, David Henríquez, Manuel Ibarra, Claudio Maldonado, Reinaldo Navia, Rodrigo Núñez, Rafael Olarra, Patricio Ormazábal, David Pizarro, Rodrigo Tello, Mauricio Rojas, y los tres miembros elegidos de la selección adulta, el arquero Nelson Tapia, el defensa Pedro Reyes y el capitán Iván Zamorano.
Ya en los juegos, el 14 de septiembre de 2000, Chile se enfrentó a la selección de Marruecos, derrotándola por 4:1 con tres goles de Zamorano y uno de Navia. Tres días después, en la misma subsede de Melbourne, los goles de Olarra y Navia (2) marcaron el 3:1 final con el que fue vencida la selección española, una de las favoritas tras la presea dorada. En Adelaida, Corea del Sur derrotó a la selección sudamericana por 1:0, pero de cualquier forma, Chile clasificó como líder del grupo B.
El día 23, en cuartos de final, Chile se enfrentó a Nigeria. Contreras, Zamorano, Navia y Tello marcaron, consiguiendo el 4:1 con el que se imponían ante el cuadro africano. Tres días más tarde, Melbourne recibió nuevamente a la selección chilena en semifinales ante la selección de Camerún. Sin embargo, la selección fue eliminada por 2:1 (goles de M'boma y Etame, autogol de Wome).
Finalmente, el 29 de septiembre, Chile alcanzó la medalla de bronce, al vencer a la selección de Estados Unidos por 2:0, con goles de Iván Zamorano.

## Crisis (2000-2007)
Durante las clasificatorias para la Copa Mundial de 2002 la selección tuvo la que ha sido la «peor crisis en su historia». Fue liderada por Nelson Acosta y los locales Pedro García y Jorge Garcés, terminando en el último lugar y no alcanzándola. Luego asume el local César Vaccia. El local Juvenal Olmos asumió para las clasificatorias a la de 2006. Con una irregular campaña, el seleccionador fue citado por el directorio de la ANFP a una reunión el 22 de abril de 2005 en el Hotel O'Higgins de Viña del Mar. Tras 45 min de reunión, Olmos abandonó la cita, declarando luego que sólo esperaba ser comunicado de su despido por medio de una notificación escrita. Posteriormente, el directorio de la ANFP comunicó la destitución de Olmos.
Nelson Acosta volvió a la selección el 27 de abril de 2005 con la misión de revertir los resultados a cinco fechas del final. Acosta logró dos triunfos de local (frente a Bolivia y Venezuela), una derrota de visita (ante Brasil) y dos empates (de visita ante Colombia y de local ante Ecuador), ubicando a la escuadra nacional en el 7.º lugar y no alcanzándola. En 2006 la compañía deportiva Nike estrenó una serie de comerciales internacionales llamados Joga Bonito, donde Brasil aplicaba el «jogo bonito», contando con uno ante Chile en una goleada por 5-0. En la Copa América 2007, ganó un partido (Ecuador por 3-2), empató otro (México 0-0) y perdió otros dos (ambos con Brasil, por 3-0 y 6-1 en cuartos de final del torneo). Sucedieron 2 casos de indisciplina, los llamados por la prensa nacional como Dublinazo en 2006 y Puerto Ordazo en 2007, cuando fueron sancionados los futbolistas Pablo Contreras, Rodrigo Tello, Reinaldo Navia, Jorge Valdivia, Álvaro Ormeño y Jorge Vargas con 20 partidos, los cuales se cumplían ante Turquía en 2008. En ese entonces, fueron convocados Contreras y Valdivia siendo fundamentales nuevamente, mientras que Tello fue convocado en el año 2009 por el nuevo DT Marcelo Bielsa. Ormeño fue convocado por su sucesor, Claudio Borghi en 2012 sin sumar minutos, mientras que Navia y Vargas no volvieron más a la selección.

## Generación Dorada (2008-2017)
Fue un periodo forjado por el entrenador local José Sulantay y tuvo el aporte de clubes de las principales ligas europeas —las mejores en el mundo—, así como de técnicos de Argentina —el país futbolizado limítrofe—. Alcanzó su mejor puesto en la Clasificación Mundial de la FIFA: el tercero en 2016 y la reivindicó como la «cuarta selección sudamericana alcanzando a las importantísimas selecciones de Perú y Paraguay en títulos
» —tras las potencias regionales: Brasil (primera), Argentina (segunda) y Uruguay (tercera)—. Sus jugadores nacieron en la década de 1980 y fueron formados principalmente en Cobreloa, Colo-Colo, Universidad Católica y Universidad de Chile. Sus principales figuras han sido:
los arqueros Claudio Bravo, Johnny Herrera, Miguel Pinto y Christopher Toselli; los defensas Mauricio Isla, Gary Medel, Gonzalo Jara, Waldo Ponce, Pablo Contreras, Roberto Cereceda, Eugenio Mena, y Jean Beausejour; los volantes Arturo Vidal, Carlos Carmona, Charles Aránguiz, Erick Pulgar, Francisco Silva, Rodrigo Millar, Marco Estrada, Jorge Valdivia, Marcelo Díaz, José Pedro Fuenzalida, Matías Fernández y David Pizarro; y los delanteros Alexis Sánchez, Eduardo Vargas, Fabián Orellana, Humberto Suazo, Esteban Paredes, Mark González, Edson Puch y Mauricio Pinilla.

### Gestación

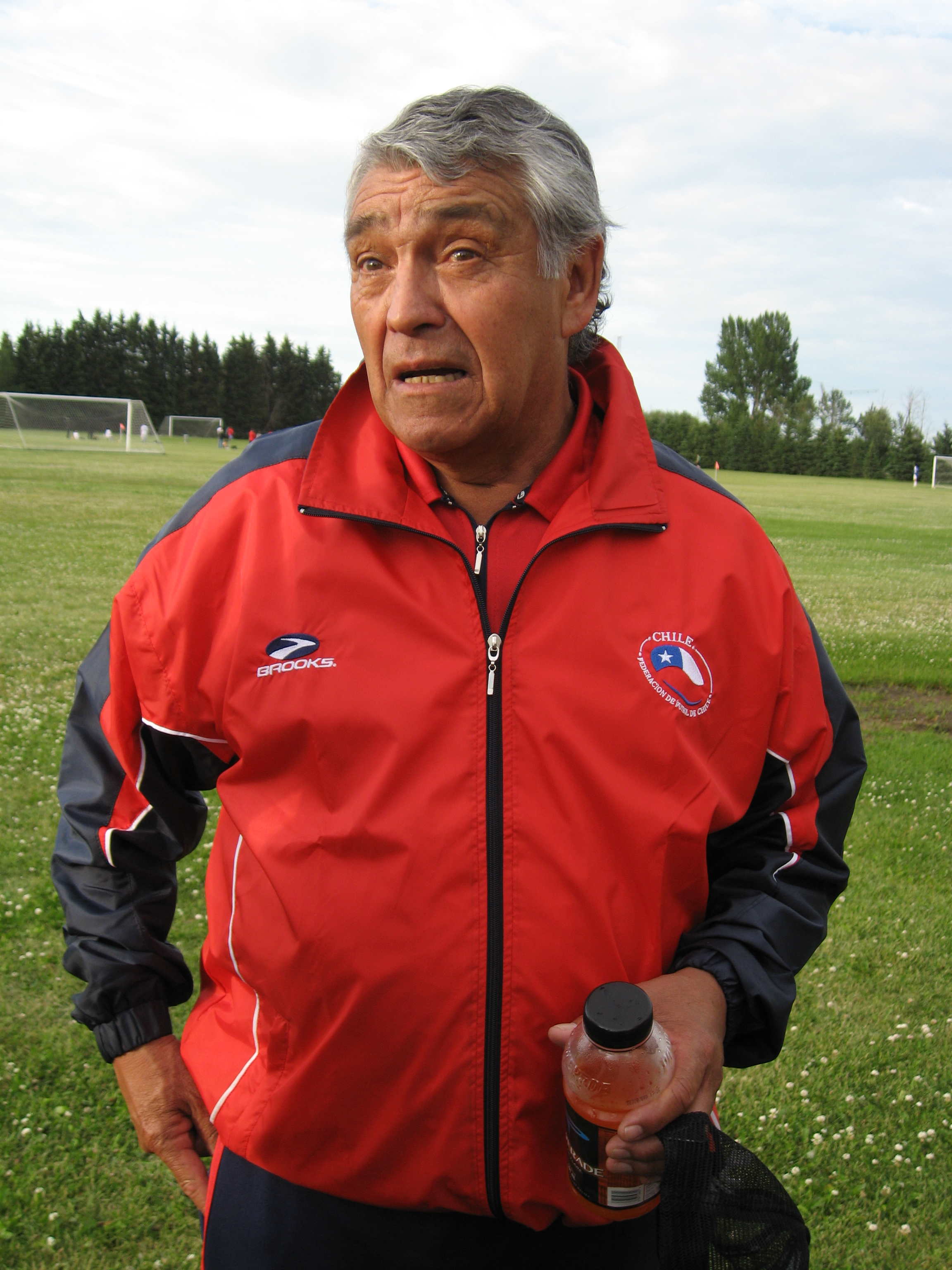
José Sulantay.

A finales de 2003 la categoría absoluta presentaba sus peores puestos históricos en la Clasificación Mundial de la FIFA (≈80.º), por lo que Sulantay decidió aplicar su experiencia —era especialista en equipos iniciales con 63 años de edad— para mejorarla: recorrió el país buscando un perfil de jugador hábil con anhelos y una personalidad perseverante, e implementó un plan de trabajo exigente y estricto a nivel físico, psicológico y táctico para que tuviese una buena base, comprometiéndolos a «dar un vuelco al fútbol chileno» mediante charlas motivacionales diarias sobre el fútbol y la vida. Los fines de semana visitaba las canchas donde era desarrollado el Fútbol Joven, llegando sin avisar para evitar que dirigentes y técnicos se los recomendasen. Si alguno le interesaba lo analizaba por dos o tres partidos para no juzgarlo por su apariencia y visitaba su domicilio para involucrar a la familia, infundiendo seriedad.

Fui a los lugares de donde crecieron. Anónimamente los vi jugar en sus clubes, pero también me preocupé de conocer sus entornos, (...) Ahí uno tiene los elementos para hacer grupo, para lograr un espíritu de cuerpo. (...) Les advertí un día que no les perdonaría una, que aquel que se portara mal tenía que tomar sus cositas e irse.
José Sulantay, 2016.

Fue invitado por Juvenal Olmos como ayudante para el Torneo Preolímpico Sudamericano Sub-23 realizado durante enero de 2004 en Chile, cuando terminó cuarto —estuvo Beausejour, Bravo, Mark González, Suazo y Valdivia—. Asumió en la categoría sub-20 en abril por su cometido y proyecto. Tuvo como ayudante a Rodolfo Dubó e implantó el sistema del fútbol total de origen neerlandés, con característica activa, ofensiva y polivalente, siendo apodados después como Kamikazes y Perros Salvajes. En 2005 el equipo llegó a los octavos de final en la Copa Mundial de los Países Bajos —estuvo Carmona, Díaz, Fernández, Fuenzalida y Jara— y en 2007, logró el tercer lugar en la Copa Mundial de Canadá —estuvo Carmona nuevamente, Isla, Medel, Sánchez, Vidal y Toselli—, que ha tenido el «mejor rendimiento chileno en Copas Mundiales» (76 %), iniciando el periodo.
Hubo una oleada chilena hacia el extranjero incluyendo Europa por el impulso en el nivel futbolístico y la mercadotecnia asociada, los mencionados fueron pilares en la categoría absoluta y ascendió notoriamente en la Clasificación Mundial de la FIFA desde 2006. El potencial mostrado por la sub-20 y Colo-Colo —tetracampeón de la Primera División en 2006 y 2007 y subcampeón de la Copa Sudamericana 2006—, que contó con varios instruidos por Sulantay, generó en la prensa deportiva local la opinión de que iba a llegar alto, propiciando un «cambio de mentalidad» al buscar ganar ante las potencias mundiales por la similar probabilidad de victoria y dejando los comunes «triunfos morales» al obtener títulos. A Harold Mayne-Nicholls, el presidente de la Federación, se le facilitó contratar a un técnico de renombre internacional como complemento para volver a una Copa Mundial.

### Copa Mundial de Sudáfrica 2010

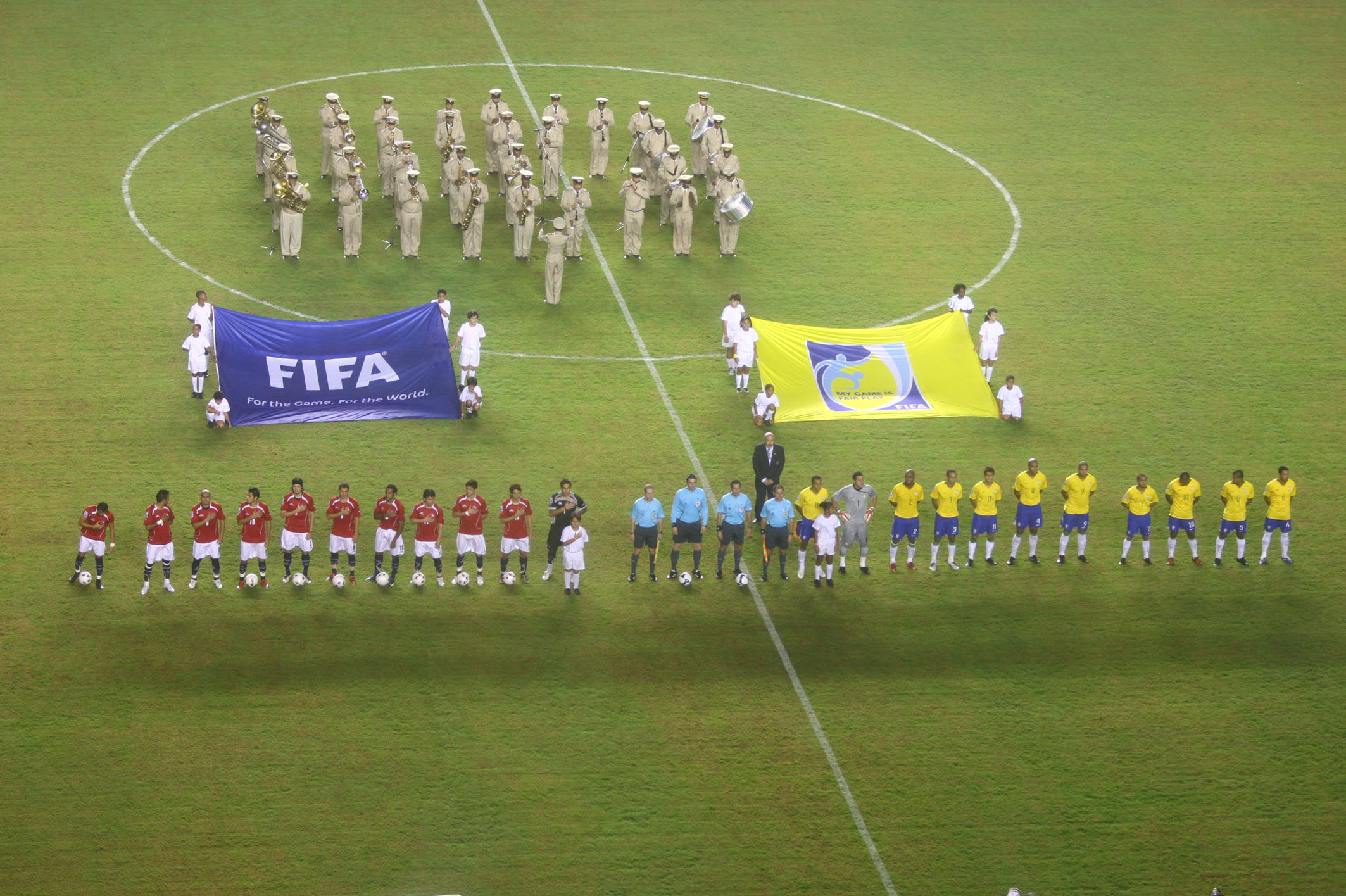
Partido de visita ante Brasil durante las Clasificatorias.

Realizó una gira europea de amistosos con miras a la Copa América 2007 y para la clasificación para la Copa Mundial de Fútbol de 2010. En esta gira, el equipo venció a Irlanda por 1:0 en Dublín, empató 1:1 con Costa de Marfil en París y también empató 1:1 con Suecia en Estocolmo. Siguiendo con los partidos amistosos de preparación, la selección perdió 2:1 contra Colombia en Santiago de Chile, ganó 3:2 a Perú en Viña del Mar y nuevamente venció al mismo rival por 1:0 en Tacna. Además, la selección venció a Paraguay por 3:2. Sin embargo, cayó 4:0 ante Brasil en Gotemburgo.
En 2007, debido a irregularidades en el contrato firmado con Forus (que posee los derechos de explotación y franquicia de la marca Brooks Sports en el país) por la ex directiva de la ANFP, puesto que había sido firmado solamente por dos miembros del antiguo directorio y sin la aprobación del Consejo de Presidentes de Clubes, Chile no jugó algunos de los partidos amistosos con su indumentaria oficial. En 2008 Chile sub-23 obtuvo el segundo lugar en el Torneo Esperanzas de Toulon, al mando de Bielsa. En 2009 Chile sub-21 consiguió dicho título tras derrotar a Francia por 1-0, dirigido por el local Ivo Basay. Durante una pequeña gira en Europa, Chile perdió 2-1 con Suiza y venció a Austria por 2-0.
El 10 de agosto de 2007 asumió el argentino Marcelo Bielsa, atraído por el resultado de la idea de Sulantay, ya que se conocían al seguir la misma escuela, manteniendo el rigor y el sistema de juego. Su estancia fue hermética y mediática, expresó su admiración al pueblo chileno y provocó adeptos en el país. Pidió la remodelación del Complejo Deportivo Juan Pinto Durán, tuvo como ayudante a Eduardo Berizzo, adoptó el esquema 3-3-1-3, rejuveneció el plantel, acopló los elementos y sus titulares fueron jugadores con ritmo europeo —Bravo, Carmona, Fernández, Isla, Mark González, Sánchez y Vidal—, Suazo —el «mejor goleador del mundo» en 2006—, Valdivia —figura en Brasil—, Medel —figura en Argentina—, así como Beausejour y Jara —figuras en Chile—.
El 10 de octubre de 2009 Chile clasificó a la Copa Mundial de 2010 después de ganar (2:4) a Colombia. Por primera vez antes de la última fecha, con una campaña que tuvo la primera victoria oficial ante Argentina (1:0), y las victorias como visita en Colombia (4:2), Paraguay (2:0) y Perú (3:1). Suazo fue reconocido como el «mejor jugador» y «máximo goleador» (10) y Bielsa, el «mejor seleccionador». En partidos amistosos derrotó como visita a Sudáfrica, Dinamarca y Eslovaquia. Tras el sorteo realizado el 4 de diciembre de 2009, Chile fue ubicado en el Grupo H junto con Honduras, Suiza y España. En la fase de grupos, venció a los dos primeros por 1:0, pero cayó ante los españoles por 2:1. En octavos de final se encontró con Brasil y fue goleado por 3:0 —su «peor derrota en el torneo»—, finalizando su participación en el mundial realizado en Sudáfrica, consiguiendo el 10.º lugar de la clasificación general.
La Selección Española fue el campeón de esta edición, tras vencer por 1:0 a la Selección de los Países Bajos en la final.

### Cien años de la selección
El miércoles 17 de noviembre de 2010, se llevó a cabo un partido amistoso entre las selecciones de Chile y Uruguay, imponiéndose el cuadro de Chile por 2 a 0. Este fue el último partido de Marcelo Bielsa al mando de la selección luego de renunciar producto de la derrota de Harold Mayne-Nicholls en las elecciones de la ANFP, ya que sentía que no podía trabajar con la nueva administración encabezada por Sergio Jadue.
En dicha ocasión, fueron homenajeados de manera privada 50 jugadores de la selección y de forma pública: Leonardo Gibson, representado por su bisnieto Carlos Jara Gibson, quien fue integrante de la selección chilena de 1910; Manuel Burboa, seleccionado chileno de 1930; Sergio Livingstone, seleccionado chileno en el mundial de 1950; Sergio Navarro, seleccionado chileno en el mundial de 1962; Carlos Campos, seleccionado chileno en el mundial de 1966; Antonio Arias, en lugar de Carlos Caszely, seleccionado chileno en el mundial de 1974; Mario Soto y Rodolfo Dubó, seleccionados chilenos en el mundial de 1982; José Luis Sierra, seleccionado chileno en el mundial de 1998; y Miguel Pinto, seleccionado chileno en el mundial de 2010.
Además, se premiaron la "Mejor Presentación de Chile en un Mundial" (Fernando Riera por el mundial de 1962), el "Goleador Histórico" (Marcelo Salas), la "Mayor Participación en Partidos de la Selección" (Leonel Sánchez), la "Mayor Participación en Partidos Mundialistas" (Elías Figueroa), la "Mejor Participación Chilena en Juegos Olímpicos" (Iván Zamorano), la "Mayor Cantidad de Partidos Dirigidos a la Selección" (Nelson Acosta) y el "Mejor Rendimiento Contando Partidos Amistoso y Oficiales" (Marcelo Bielsa).
Curiosamente, Uruguay es considerado el segundo rival que La Roja enfrentó en su historia, pero investigaciones recientes relativizan este hecho. De acuerdo con ellas, Chile habría comenzado su historia futbolística jugando contra Uruguay y, por ende, celebrado su centenario contra el mismo rival con quien comenzó jugando. En aquel partido del 29 de mayo de 1910, en Buenos Aires, Chile cayó por 3 a 0; esta vez el seleccionado chileno se cobró revancha, derrotando a Uruguay por 2:0, un triunfo que no conseguía desde 1996.
| 17 de noviembre de 2010 | Chile                   | 2:0 (1:0) | Uruguay | Estadio Monumental, Santiago                                         |                                                                      |
|                         | Sánchez 39' · Vidal 75' |           |         | Asistencia: 45.017 espectadores Árbitro(s): Carlos Torres (Paraguay) | Asistencia: 45.017 espectadores Árbitro(s): Carlos Torres (Paraguay) |

### Copa América de Argentina 2011
En febrero de 2011, Marcelo Bielsa renunció al cargo de la selección debido a las elecciones de la ANFP. En su reemplazo, asumió su coterráneo Claudio Borghi para disputar la Copa América 2011 y las clasificatorias a la Copa Mundial Brasil 2014.
Chile inició su preparación a la copa América con partidos amistosos y resultados asombrosos, el 26 de marzo de ese año debutó con un empate 1 a 1 frente a la selección de Portugal con tiro libre de Matías Fernández allá en Leira, pocos días después el 29 de marzo venció por 2 a 0 a la selección de Colombia en La Haya, en el mes de junio se saldó con una increíble goleada frente a la selección de Estonia por 4 a 0 en el estadio nacional y cuatro días después empató 0 a 0 frente a la selección de Paraguay en asunción.
En el mes de julio se inició la copa América en Argentina, Chile quedó encuadrada en el grupo C junto a la selección de México, Uruguay y Perú. El 4 de julio Chile debutó con un triunfo frente a México por 2 a 1 siendo que empezó perdiendo con un gol del mexicano Araujo a los 41 pero a los 67 Esteban Paredes metió un gol y a los 72, es decir cinco minutos después Arturo Vidal saldó la cuenta definitiva, el 8 de julio Chile disputó su segundo partido frente a Uruguay con un empate 1 a 1, los goles lo hicieron el uruguayo Álvaro Pereira a los 53 minutos y el chileno Alexis Sánchez a los 64 minutos, el 12 de julio Chile disputó su tercer partido definitorio frente a Perú y ganó en los descuentos por 1 a 0 con autogol del peruano André Carrillo, Chile clasifica como primero de su grupo con 7 puntos, 4 goles a favor y 2 en contra, demostrando un buen fútbol a diferencia de la copa América Venezuela 2007 que clasificó como mejor tercero con 4 puntos, 3 goles a favor y 5 en contra producto de haberle ganado 3 a 2 a la selección de Ecuador, una fuerte derrota por 3 a 0 frente a la selección de Brasil con un triplete de Robinho y un empate 0 a 0 frente a México.
En los cuartos de final se enfrentó a la selección de Venezuela, Chile fue sorpresivamente derrotado por 2 a 1 con goles de Vizcarrondo y Gabriel Cichero con descuento del chileno Humberto Suazo, haciendo que Venezuela logrará un histórico paso a la semifinal y logró por segunda vez en su historia ganarle a Chile.

### Eliminatorias Sudamericanas 2014 y Copa Mundial de Brasil 2014
Chile realizó una serie de partidos amistosos antes de iniciar la eliminatorias donde no obtuvo buenos resultados, en agosto empató 1-1 con Francia en Montpellier, en septiembre perdió 3-2 frente a la selección de España en San Galo siendo que en el primer tiempo iba ganando 2-0 y cuatro días después perdió 1-0 frente a México en Barcelona.
El 7 de octubre de 2011 Chile inició las eliminatorias con una derrota por 4-1 frente a la selección de Argentina en Buenos Aires, cuatro días después tuvo un triunfo de 4-2 frente a Perú en el nacional, sin embargo, el 11 de noviembre cayó de forma humillante por 4-0 frente a Uruguay en Montevideo con cuatro goles de Luis Suárez, cuatro días después venció por 2-0 a Paraguay en el nacional, ahí Chile logró romper la maldición de sumar siempre 4 puntos en las cuatro primeras fechas de eliminatorias (una victoria, un empate y dos derrotas) desde las cuatro eliminatorias anteriores (1998, 2002, 2006 y 2010) y en diciembre en un partido amistoso en La Serena le ganó 2-1 a Paraguay.
En febrero de 2012 en un partido amistoso empató 1-1 frente a la selección de Ghana en Filadelfia, en marzo disputó dos partidos frente a Perú, en el primero ganó 3-1 en Arica y luego ganó por 0-3 en Tacna. En junio Chile se enfrentó a la selección de Bolivia en donde ganó por 0-2 en La Paz, una semana después se saldó con una victoria por 0-2 frente a Venezuela, en ese momento Chile logró liderar la tabla de posiciones por primera vez en las eliminatorias.
En agosto Chile entró en una racha negativa perdiendo en un partido amistoso por 3-0 frente a Ecuador en Nueva York, en septiembre por las eliminatorias perdió por 1-3 frente a Colombia en el estadio nacional, en octubre cayó por 3-1 frente a Ecuador en Quito, cuatro días después perdió 1-2 frente a Argentina en el nacional y finalmente en noviembre cayó por 3-1 frente a Serbia en San Galo haciendo que Borghi fuera despedido como entrenador pidiéndole expresamente dar un paso al costado.
En diciembre asume su coterráneo Jorge Sampaoli como entrenador de la selección y tenía como desafío hacer que repunte y clasifique por segunda vez consecutiva a un mundial. En enero de 2013 partió con el pie derecho disputando un partido amistoso frente a Senegal por 2-1 en La Serena, cuatro días después venció por 3-0 a Haití en Concepción, luego en febrero ganó por 2-1 a Egipto en Madrid, en marzo se estrenó frente a Perú por las eliminatorias perdiendo por 1-0 en el nacional de Lima, cuatro días después se recuperó frente a Uruguay ganando por 2-0, en abril disputó un partido amistoso frente Brasil en Belo Horizonte con un empate de 2-2, en junio por eliminatorias venció por 1-2 a Paraguay en Asunción y cuatro días después venció por 3-1 a Bolivia, en agosto por un partido amistoso venció a Irak por 6-0 en Copenhague, en septiembre por las eliminatorias venció por 3-0 a Venezuela, luego unos días después empató 2-2 frente a España en Ginebra, en octubre por eliminatorias empató 3-3 frente a Colombia y finalmente venció por 2-1 a Ecuador clasificando por segunda vez consecutiva a un mundial.

### Copa América de Chile 2015
Chile disputó la Copa América 2015 en condición de local. El sorteo fue llevado a cabo el 24 de noviembre de 2014 en Viña del Mar. Chile como anfitrión integró el grupo A como cabeza de serie, junto con Bolivia, Ecuador y México.
En el partido inaugural, el 11 de junio, Chile superó a Ecuador por 2:0, con goles de Arturo Vidal, mediante lanzamiento penal en el segundo tiempo, y Eduardo Vargas, a 6 minutos del final. En su segundo partido, empató 3:3 ante México. Aunque México se adelantó en el marcador, Chile empató un minuto después; luego el cuadro azteca se adelantó y a 4 minutos del final del primer tiempo, Chile volvió a empatar el marcador. En el segundo tiempo, Chile anotó por la vía penal dando vuelta el partido, minutos después México volvió a empatar. En el último partido de la fase de grupos, Chile goleó a Bolivia por 5:0, con goles de Charles Aránguiz (2), Alexis Sánchez y Gary Medel; el último gol del partido fue un autogol de Ronald Raldes. Con esto, Chile se clasificó a los cuartos de final como primero de su grupo, con 7 puntos, 10 goles y una diferencia de goles de +7.
En los cuartos de final, Chile derrotó al campeón vigente entonces, Uruguay por 1:0 —que había clasificado como el mejor tercero del campeonato—. En este partido, Edinson Cavani fue expulsado en el segundo tiempo por una bofetada contra Gonzalo Jara. A los 80 minutos, Mauricio Isla abrió el marcador a favor de Chile. Con este resultado, la Roja volvió a una semifinal de Copa América después de 16 años —la anterior había sido en 1999, cuando empató en 90 minutos reglamentarios ante Uruguay por 1:1, y perdió en penales por 3:5 en semifinales—.
En la semifinal, Chile enfrentó a Perú —que venía de ganar a Bolivia por 3:1 en los cuartos de final—, al que derrotó por 2:1. Eduardo Vargas fue la figura del partido al anotar dos goles —el primero a los 43 minutos del primer tiempo y el segundo, a los 63 minutos del segundo tiempo; el descuento para Perú fue un autogol de Gary Medel, quien anotó el empate a los 60 minutos—. Al finalizar el partido, Chile accedió a una final de Copa América después de 28 años —la anterior había sido en 1987, cuando cayó ante Uruguay por 0:1 en la final—.
En la final, Chile enfrentó a Argentina —vigente subcampeón de la Copa Mundial de 2014 y que venía de golear a Paraguay por 6:1 en las semifinales—. Pese a que Chile tuvo más tiros a puerta y mayor posesión del balón, el partido finalizó sin goles en los 90 minutos reglamentarios, por lo que se debió jugar tiempo suplementario de dos tiempos de 15 minutos cada uno, en los que se mantuvo el empate. En última instancia, se debió recurrir a una tanda de penales para definir al campeón de la Copa América 2015. Chile comenzó; Matías Fernández anotó, y Lionel Messi igualó para Argentina. Arturo Vidal anotó el segundo penal para Chile, mientras que Gonzalo Higuaín falló el segundo penal de Argentina al lanzarlo por sobre el travesaño. Charles Aránguiz adelantó el tercer penal para Chile, y el tiro de Éver Banega fue atajado por Claudio Bravo. En el último penal, Alexis Sánchez marcó un penalti a lo Panenka. Con este resultado, Chile derrotó por 4:1 a Argentina mediante definición a penales, y se adjudicó así su primera Copa América, la primera copa internacional en su historia.
Fue el equipo más goleador (13 tantos). Eduardo Vargas fue uno de los dos goleadores del campeonato (4 anotaciones), Jorge Valdivia fue uno de los dos asistentes del torneo con tres asistencias, Claudio Bravo fue elegido como mejor portero del campeonato y Jorge Sampaoli fue elegido como el mejor entrenador. Asimismo, en su calidad de campeón, disputó por primera vez la Copa FIFA Confederaciones en Rusia en 2017.
Por primera vez la selección chilena terminó invicta en una Copa América, y ganó una definición a penales en dicho campeonato y en el historial de partidos «clase A».
| Selección | Pts. | PJ | PG | PE | PP | GF | GC | Dif |
| --------- | ---- | -- | -- | -- | -- | -- | -- | --- |
| Chile     | 7    | 3  | 2  | 1  | 0  | 10 | 3  | 7   |
| Bolivia   | 4    | 3  | 1  | 1  | 1  | 3  | 7  | -4  |
| Ecuador   | 3    | 3  | 1  | 0  | 2  | 4  | 6  | -2  |
| México    | 2    | 3  | 0  | 2  | 1  | 4  | 5  | -1  |

| 11 de junio de 2015, 20:30 (UTC-3)      | Chile                         | 2:0 (0:0) | Ecuador | Estadio Nacional, Santiago                                |                                                           |
|                                         | Vidal 66' (pen.) · Vargas 83' | Reporte   |         | Asistencia: 46 000 espectadores Árbitro(s): Néstor Pitana | Asistencia: 46 000 espectadores Árbitro(s): Néstor Pitana |
| Vídeo resumen oficial: Chile vs Ecuador |                               |           |         |                                                           |                                                           |

| 15 de junio de 2015, 20:30 (UTC-3)     | Chile                              | 3:3 (2:2) | México                       | Estadio Nacional, Santiago                                       |                                                                  |
|                                        | Vidal 21', 54' (pen.) · Vargas 41' | Reporte   | Vuoso 20', 65' · Jiménez 28' | Asistencia: 45 583 espectadores Árbitro(s): Víctor Hugo Carrillo | Asistencia: 45 583 espectadores Árbitro(s): Víctor Hugo Carrillo |
| Vídeo resumen oficial: Chile vs México |                                    |           |                              |                                                                  |                                                                  |

| 19 de junio de 2015, 20:30 (UTC-3)      | Chile                                                          | 5:0 (2:0) | Bolivia | Estadio Nacional, Santiago                               |                                                          |
|                                         | Aránguiz 2', 65' · Sánchez 36' · Medel 78' · Raldes 85' (a.g.) | Reporte   |         | Asistencia: 45 601 espectadores Árbitro(s): Andrés Cunha | Asistencia: 45 601 espectadores Árbitro(s): Andrés Cunha |
| Vídeo resumen oficial: Chile vs Bolivia |                                                                |           |         |                                                          |                                                          |

Cuartos de final
| 24 de junio de 2015, 20:30 (UTC-3)      | Chile    | 1:0 (0:0) | Uruguay | Estadio Nacional, Santiago                               |                                                          |
|                                         | Isla 80' | Reporte   |         | Asistencia: 45 304 espectadores Árbitro(s): Sandro Ricci | Asistencia: 45 304 espectadores Árbitro(s): Sandro Ricci |
| Vídeo resumen oficial: Chile vs Uruguay |          |           |         |                                                          |                                                          |

Semifinal
| 29 de junio de 2015, 20:30 (UTC-3)   | Chile           | 2:1 (1:0) | Perú             | Estadio Nacional, Santiago                              |                                                         |
|                                      | Vargas 41', 63' | Reporte   | Medel 60' (a.g.) | Asistencia: 45 651 espectadores Árbitro(s): José Argote | Asistencia: 45 651 espectadores Árbitro(s): José Argote |
| Vídeo resumen oficial: Chile vs Perú |                 |           |                  |                                                         |                                                         |

Final
| 4 de julio de 2015, 17:00 (UTC-3)         | Chile                                  | 0:0 (t. s.)(4:1 p.)        | Argentina                | Estadio Nacional, Santiago                                |                                                           |
|                                           |                                        | Reporte                    |                          | Asistencia: 45 693 espectadores Árbitro(s): Wilmar Roldán | Asistencia: 45 693 espectadores Árbitro(s): Wilmar Roldán |
|                                           |                                        | Tiros desde el punto penal |                          |                                                           |                                                           |
|                                           | Fernández · Vidal · Aránguiz · Sánchez |                            | Messi · Higuaín · Banega |                                                           |                                                           |
| Vídeo resumen oficial: Chile vs Argentina |                                        |                            |                          |                                                           |                                                           |

Plantilla
| - Arqueros: 1 Claudio Bravo, 12 (Paulo Garcés), 23 (Johnny Herrera). - Defensas: 2 Eugenio Mena, 3 Miiko Albornoz, 4 Mauricio Isla, 13 José Rojas, 17 Gary Medel, 18 Gonzalo Jara. - Mediocampistas: 5 Francisco Silva, 6 (José Pedro Fuenzalida), 8 Arturo Vidal, 10 Jorge Valdivia, 14 Matías Fernández, 15 Jean Beausejour, 16 David Pizarro, 19 Felipe Gutiérrez, 20 Charles Aránguiz, 21 Marcelo Díaz. - Delanteros: 7 Alexis Sánchez, 9 Mauricio Pinilla, 11 Eduardo Vargas, 22 Ángelo Henríquez. - Entrenador: Jorge Sampaoli. |

### Copa América Centenario 2016

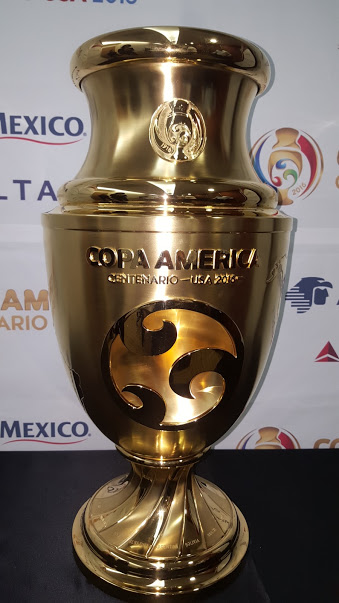
Trofeo de la Copa América Centenario, bañado en oro y conservado a perpetuidad.

Chile disputó la Copa América Centenario 2016 en condición de campeón vigente de América. El sorteo fue llevado a cabo el 21 de febrero de 2016 en Nueva York. Chile integró el grupo D, junto con Argentina, Bolivia y Panamá.
El 6 de junio, Chile fue derrotado por Argentina por 2:1; el gol chileno fue anotado por José Pedro Fuenzalida en los descuentos. En su segundo partido, derrotó a Bolivia por 2:1 con goles de Arturo Vidal. En el último partido de la fase de grupos, Chile ganó a Panamá por 4:2, con dobletes de Eduardo Vargas y Alexis Sánchez. Con esto, Chile se clasificó a los cuartos de final como segundo de su grupo, con 6 puntos, 7 goles y una diferencia de goles de +2.
En los cuartos de final en Santa Clara, Chile goleó a México por 7:0 —el mejor resultado en la historia de la selección, igualando su actuación en la Copa América 1979, cuando derrotó a Venezuela por idéntico marcador—. Los goles de la selección fueron anotados por Alexis Sánchez (1), Edson Puch (2) y Eduardo Vargas (4), quien se erigió como la figura del encuentro.
En la semifinal en Chicago, Chile enfrentó a Colombia con la ausencia de Arturo Vidal por acumulación de tarjetas amarillas; en su reemplazo entró Pedro Pablo Hernández, quien salió lesionado en la primera parte del partido y fue reemplazado a su vez por Erick Pulgar. Finalmente, la Roja derrotó por 2:0 a Colombia, con goles de Charles Aránguiz y José Pedro Fuenzalida en el primer tiempo.
En la final en East Rutherford, Chile enfrentó a Argentina —tal como en 2015—. Argentina tuvo las oportunidades más claras de convertir, pero Chile fue el que tuvo mayor posesión del balón. El partido finalizó sin goles en los 90 minutos reglamentarios, por lo que se debió jugar tiempo suplementario de dos tiempos de 15 minutos cada uno, en los que se mantuvo el empate. Tal como en la edición anterior, se definió al ganador en tanda de penales. Chile comenzó; el tiro de Arturo Vidal fue atajado por Sergio Romero. Luego fue el turno de Argentina con Lionel Messi, quien elevó su tiro por encima del travesaño. Nicolás Castillo anotó el primer penal para Chile, mientras que Javier Mascherano hizo lo mismo para Argentina. Charles Aránguiz adelantó a Chile en el marcador al anotar su penal, y Sergio Agüero anotó y volvió a empatar la definición. Jean Beausejour anotó el tercer penal para Chile, y el tiro de Lucas Biglia fue atajado por Claudio Bravo. En el último penal, Francisco Silva anotó el penal definitivo para Chile. Con el resultado de 4:2 mediante definición a penales, Chile derrotó a Argentina y se consagró como bicampeón de América.
Chile fue el segundo equipo más goleador (16 tantos) por detrás de Argentina (18). Por segunda vez consecutiva, Eduardo Vargas fue el goleador del campeonato (6 anotaciones) y Claudio Bravo fue elegido el mejor portero del campeonato. Alexis Sánchez fue elegido el mejor jugador del torneo.
| Selección | Pts. | PJ | PG | PE | PP | GF | GC | Dif |
| --------- | ---- | -- | -- | -- | -- | -- | -- | --- |
| Argentina | 9    | 3  | 3  | 0  | 0  | 10 | 1  | 9   |
| Chile     | 6    | 3  | 2  | 0  | 1  | 7  | 5  | 2   |
| Panamá    | 3    | 3  | 1  | 0  | 2  | 4  | 10 | -6  |
| Bolivia   | 0    | 3  | 0  | 0  | 3  | 2  | 7  | -5  |

| 6 de junio de 2016, 18:00 (UTC-8) | Argentina                 | 2:1 (0:0) | Chile            | Levi's Stadium, Santa Clara                                  |                                                              |
|                                   | Di María 51' · Banega 59' | Reporte   | Fuenzalida 90+3' | Asistencia: 69 451 espectadores Árbitro(s): Daniel Fedorczuk | Asistencia: 69 451 espectadores Árbitro(s): Daniel Fedorczuk |

| 10 de junio de 2016, 19:00 (UTC-4) | Chile                    | 2:1 (0:0) | Bolivia    | Gillette Stadium, Foxborough                             |                                                          |
|                                    | Vidal 46', 90+10' (pen.) | Reporte   | Campos 61' | Asistencia: 19 392 espectadores Árbitro(s): Jair Marrufo | Asistencia: 19 392 espectadores Árbitro(s): Jair Marrufo |

| 14 de junio de 2016, 20:00 (UTC-4) | Chile                              | 4:2 (2:1) | Panamá                  | Lincoln Financial Field, Filadelfia                        |                                                            |
|                                    | Vargas 15', 43' · Sánchez 50', 89' | Reporte   | Camargo 5' · Arroyo 75' | Asistencia: 27 260 espectadores Árbitro(s): Roddy Zambrano | Asistencia: 27 260 espectadores Árbitro(s): Roddy Zambrano |

Cuartos de final
| 18 de junio de 2016, 19:00 (UTC-7) | México | 0:7 (0:2) | Chile                                                   | Levi's Stadium, Santa Clara                             |                                                         |
|                                    |        | Reporte   | Puch 16', 88' · Vargas 44', 52', 57', 74' · Sánchez 49' | Asistencia: 70 547 espectadores Árbitro(s): Héber Lopes | Asistencia: 70 547 espectadores Árbitro(s): Héber Lopes |

Semifinal
| 22 de junio de 2016, 19:00 (UTC-5)                                                     | Colombia | 0:2 (0:2) | Chile                        | Soldier Field, Chicago                                   |                                                          |
|                                                                                        |          | Reporte   | Aránguiz 7' · Fuenzalida 11' | Asistencia: 55 423 espectadores Árbitro(s): Joel Aguilar | Asistencia: 55 423 espectadores Árbitro(s): Joel Aguilar |
| El inicio del segundo tiempo se retrasó dos horas debido a las condiciones climáticas. |          |           |                              |                                                          |                                                          |

Final
| 26 de junio de 2016, 20:00 (UTC-4) | Argentina                            | 0:0 (t. s.)(2:4 p.)        | Chile                                            | MetLife Stadium, East Rutherford                        |                                                         |
|                                    |                                      | Reporte                    |                                                  | Asistencia: 82 026 espectadores Árbitro(s): Héber Lopes | Asistencia: 82 026 espectadores Árbitro(s): Héber Lopes |
|                                    |                                      | Tiros desde el punto penal |                                                  |                                                         |                                                         |
|                                    | Messi · Mascherano · Agüero · Biglia |                            | Vidal · Castillo · Aránguiz · Beausejour · Silva |                                                         |                                                         |

Plantilla
| - Arqueros: 1 Claudio Bravo, 12 (Cristopher Toselli), 23 (Johnny Herrera). - Defensas: 2 Eugenio Mena, 3 Enzo Roco, 4 Mauricio Isla, 15 Jean Beausejour, 17 Gary Medel, 18 Gonzalo Jara. - Mediocampistas: 5 Francisco Silva, 6 José Pedro Fuenzalida, 8 Arturo Vidal, 10 Pedro Pablo Hernández, 13 Erick Pulgar, 20 Charles Aránguiz, 21 Marcelo Díaz. - Delanteros: 7 Alexis Sánchez, 9 Mauricio Pinilla, 11 Eduardo Vargas, 14 Mark González, 16 Nicolás Castillo, 19 Fabián Orellana, 22 Edson Puch. - Entrenador: Juan Antonio Pizzi. |

### Bicampeonato de América y Copa Confederaciones
En la Copa América 2015, celebrada en Chile, la selección obtuvo su primer título continental, tras derrotar en la final a la selección argentina. El partido terminó 0-0, pero Chile se impuso 4 -1 en la definición a penales.
En la Copa América Centenario del año 2016, realizada en Estados Unidos, la selección obtuvo su segundo título continental. Tal como en la edición del año precedente, derrotó en la final a la selección argentina, también tras un empate 0-0 y alargue, luego resuelto en penales 4 - 2.
Gracias al triunfo en la Copa América de 2015, el equipo ganó un cupo para disputar la Copa Confederaciones 2017, organizada por Rusia. La selección chilena alcanzó la final, donde fue derrotada por Alemania por la cuenta mínima. El único gol del encuentro se produjo como consecuencia de un grueso error defensivo de Marcelo Díaz.

### Fracaso y no clasificación a Rusia 2018
La selección inició las eliminatorias el 8 de octubre de 2015 recibiendo en Santiago a Brasil por la primera fecha derrotándolo por 2-0, en la segunda fecha los chilenos visitaron a Perú en Lima donde también salieron victoriosos en un vibrante partido con un marcador de 3-4 llegando a 6 unidades. En noviembre de 2015 llegarían la tercera jornada en donde recibieron a Colombia en Santiago e igualaron 1-1 y en la cuarta fecha visitaron a Uruguay en Montevideo donde cayeron goleados por 3-0 cerrando el año 2015 en las primeras cuatro fechas con 7 puntos en el 5° lugar. En marzo de 2016 volvieron las eliminatorias con la quinta fecha en donde recibieron en Santiago a Argentina cayendo en casa por 1-2 mientras que en la sexta fecha visitaron a Venezuela en Barinas ganando por 1-4. En septiembre del mismo año se jugaron la séptima fecha en donde los chilenos visitaron a Paraguay en Asunción donde perdieron con un marcador de 2-1 y en la octava jornada recibieron en Santiago la visita de Bolivia donde igualarían sin goles 0-0; pero en noviembre la federación chilena demandó ante la FIFA la alineación indebida de un jugador boliviano al no tener los requerimientos de nacionalidad, ante lo cual la FIFA decidió otorgarle la victoria a Chile por un marcador de 3-0. En octubre llegaron la novena fecha en donde visitaron a Ecuador en Quito donde caerían goleados por 3-0 cerrando la primera ronda de eliminatorias con 13 puntos en la 6° posición y en la décima fecha inició la segunda ronda de las eliminatorias donde recibieron la visita de Perú en Santiago saliendo victoriosos por 2-1. En noviembre de 2016 finalizaría el año con la undécima fecha donde los chilenos visitaron a Colombia en Barranquilla donde no se harían daño y empataron sin goles 0-0 y en la duodécima recibió la visita de Uruguay en Santiago derrotando a los charrúas por 3-1 quedando en la 4° posición con 20 puntos. En marzo de 2017 comenzaría la recta final de las eliminatorias donde en la decimotercera fecha visitaron a Argentina en Buenos Aires cayendo por la mínima diferencia 1-0 con gol de Lionel Messi y en la decimocuarta fecha recibieron a Venezuela en Santiago donde lograron una valiosa victoria por 3-1 estando en la cuarta posición con 23 puntos. En agosto y septiembre llegarían la decimoquinta fecha donde recibieron a Paraguay en Santiago donde fueron goleados en casa por 0-3 y en la decimosexta fecha el equipo siguió en mala racha al caer en su visita en La Paz ante Bolivia por la mínima 1-0 bajando al 6° lugar sin sumar en esta doble jornada. Ya en octubre de 2017 finalizarían las eliminatorias con las últimas dos fechas de eliminatoria donde en la decimoséptima fecha recibieron en Santiago la visita de Ecuador donde ganarían por 2-1 llegando a 26 puntos manteniendo la esperanza de clasificar en la última fecha; sin embargo, el sueño de clasificar al mundial por tercera vez consecutiva de Chile se esfumó al caer en su última fecha por goleada con un marcador de 3-0 ante Brasil en Sao Paulo quedando eliminada del Mundial de Rusia 2018 finalizando en la 6° posición con 26 unidades al igual que Perú que quedó en zona de repechaje pero por goles a favor los peruanos ganaron el derecho de disputar la repesca. El empate entre Perú y Colombia y la victoria de Argentina sobre Ecuador poco les favoreció a los chilenos al Mundial.

### Copa América de Brasil 2019
La selección chilena inicio el torneo con una contundente victoria por 4-0 ante Japón luego venció por 2-1 a Ecuador y cayo por la mínima diferencia 0-1 ante Uruguay clasificando a los cuartos de final como segunda del grupo C. En los cuartos de final se enfrentó a Colombia donde en el tiempo reglamentario igualaron sin goles 0-0 recurriendo a la tanda de penales donde vencieron a los "cafeteros" tras errar su tiro el colombiano William Tesillo dando el pase a Semifinales donde se enfrentaron a Perú donde con muy poco fútbol y mostrando una pálida imagen, la selección chilena cayo 0-3 quedando fuera de la final de Copa América 2019. En el partido del honor por el tercer puesto se enfrentó a Argentina y reviviendo los dos duelos de las dos finales de las ediciones de 2015 y 2016 en un partido bastante cortado por el juego sucio de ambas selecciones siendo expulsado Lionel Messi por Argentina y Gary Medel por Chile tras un cruce de entre los dos jugadores con agresiones sin embargo el duelo por el tercer juego se definió a favor de Argentina al derrotar a Chile por 2-1 quedándose con la medalla de bronce y Chile en el cuarto lugar.

### Copa América 2021 y Clasificatorias Catar 2022
Comenzaba el camino rumbo al mundial donde la mayor sorpresa fue la derrota frente a Venezuela por 2-1, logrando 4 puntos de 12 posibles en 2020, ya en 2021, después de una pausa debido a que no daban las condiciones debido al Covid-19, se continuó jugando sin público, jugando las 2 fechas que habían sido suspendidas, con 2 empates, un sorpresivo empate contra Bolivia en San Carlos De Apoquindo, y un buen empate frente a Argentina, comenzando así la Copa América 2021, obtuvieron la cuarta plaza luego de una derrota contra Paraguay, avanzando a los cuartos de final frente al local, Brasil, Chile logró un gran partido pero no obtuvo el resultado que quería, perdiendo por 1-0 y despidiendose de la copa.
Ya Argentina campeona de América, Chile se enfrentó nuevamente a Brasil, donde otra vez perdieron por 1-0, siendo un partido polémico y dramático hasta el final, Chile después cosechó apenas había cosechado 1 punto de 9, y ya las esperanzas estaban casi esfumadas, quedando en el puesto 8, pero en las siguientes fechas, Chile ganó 9 puntos de 9 posibles, subiendo hasta el sexto lugar, pero ya quedando un fixture complicado, perdiendo con Ecuador, siendo la primera vez en la historia que la selección ecuatoriana le ganaba en suelo Chileno.
Ya en las últimas 4 fechas, Chile estaba obligado a hacer historia contra Argentina, Brasil, Bolivia y Uruguay, perdieron con Argentina pero después dejaron sin chances a los bolivianos, ya con Brasil en el Maracana, perdieron 4-0 y con Uruguay ya se tenían que dar una serie de resultados para aunque sea, llegar al repechaje, eso no ocurrió y perdieron 2-0 con goles de Luis Suárez y Federico Valverde, quedando nuevamente sin mundial al igual que en 2018 y un nuevo fracaso para Pablo Milad, que continuaba la seguidilla de fracasos.
Con esta eliminación, se ponía fin a la generación Dorada, despidiendo a jugadores históricos como Mauricio Isla, Claudio Bravo, Eugenio Mena, Charles Aránguiz y José Pedro Fuenzalida, quedando sólo para la siguiente clasificatoria, Alexis Sánchez, Arturo Vidal y Gary Medel
Martín Lasarte dejó el cargo después de un mutuo acuerdo, quedando con números deficientes; 7 victorias, 6 empates y 9 derrotas que lo dejaron con un 40,91% de rendimiento en 22 partidos jugados.
Chile Intentó ingresar al grupo de clasificados por el caso Byron Castillo, pero finalmente la FIFA determinó que no se habían aportado pruebas suficientes para que se dieran los 3 puntos a las selecciones perjudicadas, pero sí sancionó a la federación ecuatoriana con el pago una multa, al igual que el jugador, además de tener que comenzar la siguiente clasificatoria con 3 puntos menos.

## Crisis y transición complicada (2022-presente)
El 26 de mayo de 2022, Eduardo Berizzo fue nombrado director técnico de la selección chilena en reemplazo de Martín Lasarte.
Con Berizzo, la selección chilena comenzó disputando una serie de amistosos en el intervalo del Mundial Catar 2022, resultando en 4 derrotas y 3 empates en un inicio poco prometedor. Terminado el mundial, la selección jugó 4 amistosos más, ganando 3 y empatando 1, como antesala al comienzo de las Eliminatorias del mundial de 2026. Para esta ocasión, los únicos que restaban de la generación dorada eran Alexis Sánchez, Arturo Vidal, Gary Medel y Charles Aránguiz.

### Eliminatorias Sudamericanas UNITED 2026
Comenzarón contra Uruguay, perdiendo 3-1 en el Centenario y empatando 0-0 frente a Colombia, con un inicio igual que la eliminatoria pasada y al igual que el camino a Catar, Chile ganó su primer partido por eliminatorias con Berizzo frente a la selección de Perú por 2-0, pero después recibirían una goleada histórica que los dejaba octavos contra Venezuela en Caracas por 3-0 y tras un empate de sin goles ante la selección de Paraguay, Berizzo decide poner fin a su ciclo después de un año y cinco meses al mando de la Roja.Después de su renuncia, la ANFP puso cómo nuevo director técnico interino a Nicolás Córdova, antes de disputar un partido de visita ante Ecuador. Terminaría perdiendo por 1-0 con gol de Ángel Mena, y la situación de la selección se agravó, dejando octavos a los chilenos, y alargando la racha negativa de no ganar ni empatar un partido en tierras ecuatorianas desde 1977.

### Copa América EUA 2024
Al igual que con Lasarte, despidieron a Berizzo después del mal arranque en las Eliminatorias, y la Federación decidió contratar al entrenador Ricardo Gareca. En su primer partido, un amistoso con Paraguay, le ganaron a los Guaranís por 3-0 en el Estadio Nacional, cómo parte de los preparativos de la edición de la Copa. Ya en Estados Unidos, la roja debutó con un amargo empate ante Perú sin goles, pero después de esto perdió con Argentina por la mínima con gol de Lautaro Martínez. Éste resultado dejaba muy complicada a la selección, ya que debía ganar sí o sí ante Canadá y esperar a que la scaloneta le ganara a la selección peruana. Esto último se dio, pero empataron ótra vez a cero, dejándola afuera de los cuartos de final, siendo la primera vez que un plantel chileno no anotaba en un certamen internacional, y más en una edición de la Copa América.